# Leśnica (Wadowice)
Pour les articles homonymes, voir Leśnica.
Leśnica est une localité polonaise de la gmina de Stryszów, située dans le powiat de Wadowice en voïvodie de Petite-Pologne.